# Radio România Actualități
Radio România Actualități (RRA) este un post public de radio, de informare de interes național, care reflectă evenimentele cotidiene, atât cele interne cât și pe cele internaționale. Se axează pe formatul infotainment, care combină muzica (din ultimele 4 decenii) cu știrile.

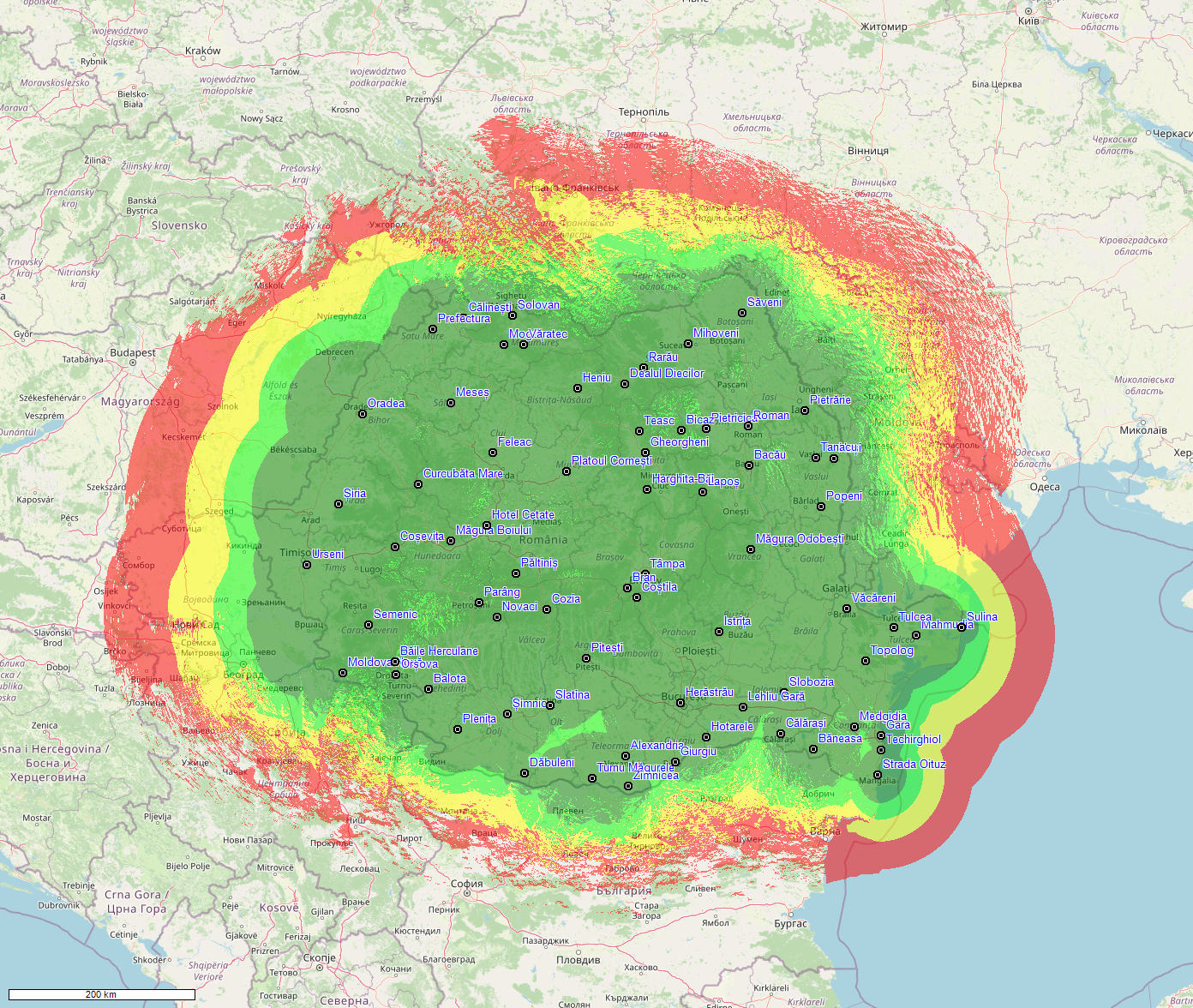
Acoperire aproximativă a semnalului Radio România Actualități pe FM.
Recepționat de orice receiver în zonă
Recepționat bine de un receiver slab al mașinii
Recepționat bine de un receiver puternic al mașinii / de un receiver slab al mașinii (dar cu probleme)
Recepționat de un receiver puternic al mașinii (dar cu probleme)

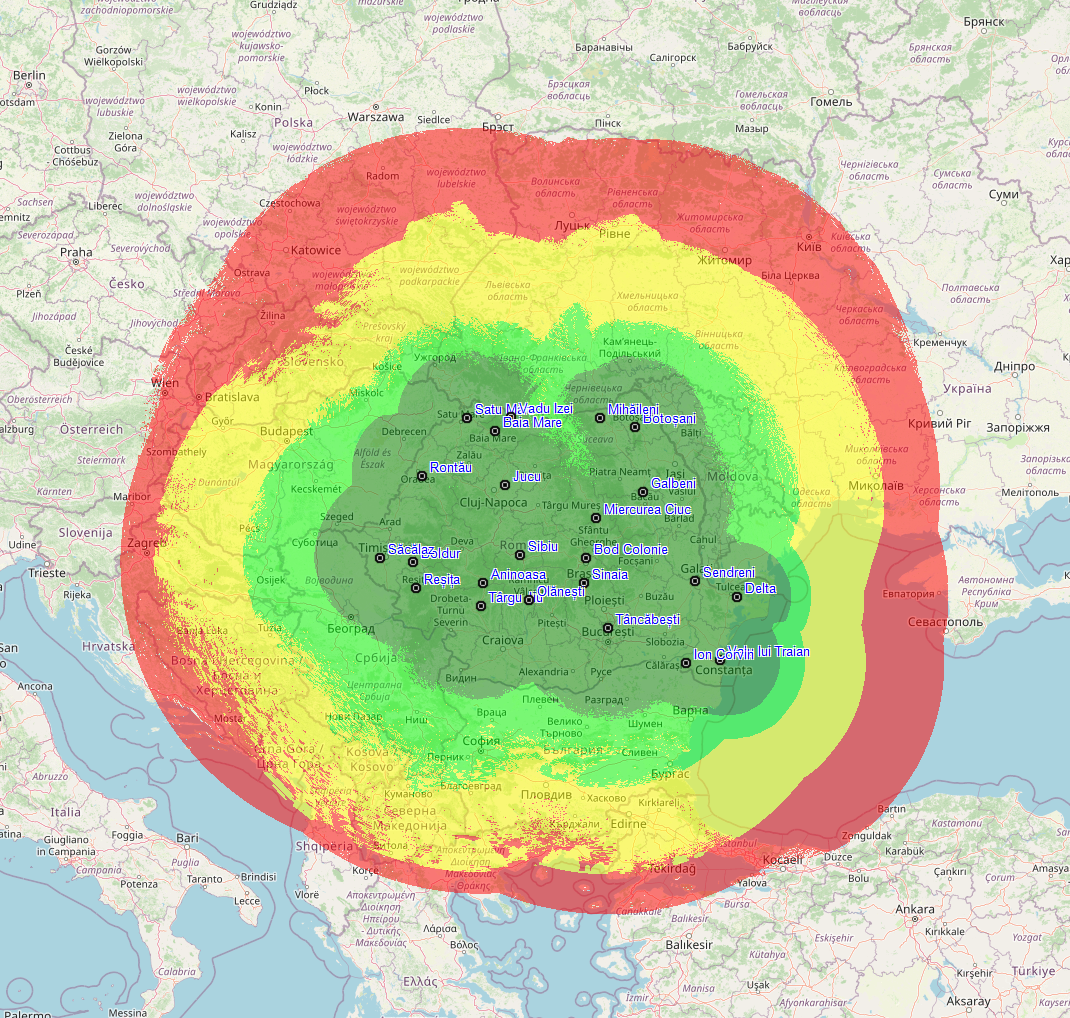
Acoperire aproximativă a semnalului Radio România Actualități pe AM în timpul zilei.
Recepționat clar fără nicio interferență
Recepționat clar cu niște interferențe
Recepționat dar cu intereferență
Recepționat dar de abia auzit

Radio România Actualități este unicul post din România cu acoperire națională de peste 99% din teritoriul țării. Emite 24 de ore din 24, 7 zile din 7 și are cea mai extinsă rețea de corespondenți din țară și din străinătate, precum și trimiși speciali în zonele de conflict. Radio România Actualități oferă publicului său cele mai complexe programe de știri, "Radiojurnal"-ul fiind de mult timp un brand cu notorietate, radioprograme cu conținut social, cultural, politic, economic și de divertisment.
     Recepționat de orice receiver în zonă
     Recepționat bine de un receiver slab al mașinii
     Recepționat bine de un receiver puternic al mașinii / de un receiver slab al mașinii (dar cu probleme)
     Recepționat de un receiver puternic al mașinii (dar cu probleme)
     Recepționat clar fără nicio interferență
     Recepționat clar cu niște interferențe
     Recepționat dar cu intereferență
     Recepționat dar de abia auzit

## Scurt istoric
Înființat în anul 1928, sub numele de Societatea de Difuziune Radio–Telefonică, Radio România este unul din cele mai vechi posturi de radio din Europa, bine racordat însă, prin dinamică, strategie editorială și conținut al emisiunilor la realitatea imediată. Înainte de 1 noiembrie 1928, data la care a avut loc prima transmisiune a postului național,  exista în România o adevărată mișcare pro-radiofonie, al cărei principal protagonist era profesorul Dragomir Hurmuzescu (primul președinte al Consiliului de Administrație al Societății); pasiunea și munca unor pionieri ai domeniului, în România, s-au concretizat prin înființarea instituției care astăzi poartă numele de Societatea Română de Radiodifuziune și pe care milioane de ascultători o cunosc drept Radio România.
Postul fanion al Radio România, Radio România Actualități, este considerat drept urmaș al primului post național, deși acum are numeroși "frați". Așadar, la 1 noiembrie 1928 are loc prima emisiune oficială transmisa de Radio România. 
Un alt moment important din istoria postului se petrece pe 21 septembrie 1939, când grupul legionar format din 9 persoane, care l-a asasinat pe primul ministru Armand Călinescu, a pătruns în sediul Radiodifuziunii, a întrerupt concertul Orchestrei Radio și a anunțat întregii țări asasinatul (ora 14:15). Deși înarmați cu 8 pistoale, 32 de încărcătoare, o fiolă incendiară și o bombă de un kg, după acest anunț, ei s-au predat gărzilor SRR. Ca și anunțul asasinării, funeraliile primului ministru au fost transmise în direct pe postul de radio. 
Ordinul Mareșalului Ion Antonescu „Ostași, Vă ordon: Treceți Prutul!”, dat în noaptea de 21/22 iunie 1941, întoarcerea armelor contra armatei germane, la 23 august 1944, abdicarea Regelui Mihai I, sau zilele Revoluției din decembrie 1989, sunt alte momente din istoria României care au fost transmise în direct pe același post de radio.
Radio România Actualități este recunoscut ca un fervent promotor al sportului, la 11 iunie 1933 având loc prima transmisiune în direct a unui meci de fotbal: România – Iugoslavia, în Cupa Balcanică. Începând din acel moment, Radio România Actualități a strâns în jurul aparatelor de radio toți iubitorii sportului, realizând transmisii directe și în exclusivitate din campionatul intern de fotbal, toate meciurile echipei naționale, inclusiv cele de la campionate europene sau mondiale, dar și de la alte competiții la care sportivii români au cucerit numeroase medalii, Campionate Europene sau Mondiale și Jocuri Olimpice. 
De asemenea, numele Radio România Actualități este legat de promovarea muzicii românești și internaționale de calitate, postul fiind recunoscut ca rampă de lansare a multor nume mari ale muzicii românești. 20 februarie 1937 este data la care se lansa la radio Maria Tănase, neîntrecută reprezentantă a cântecului popular românesc. Ea este doar printre primii dintr-o listă cu adevărat impresionantă.
Conform rezultatelor unui sondaj din anul 2013, Radio România Actualități avea cel mai mare număr de ascultători la nivel urban, fiind și cel mai ascultat post de radio din București.

## Radioul public
Radio România Actualități este postul fanion al Societății Române de Radiodifuziune, care funcționează ca serviciu public autonom de interes național, independent editorial. SRR are obligația să asigure, prin întreaga sa activitate, pluralismul, libera exprimare a ideilor și opiniilor, libera comunicare a informațiilor, precum și informarea corectă a opiniei publice. În același timp, conținutul programelor sale trebuie să răspundă standardelor profesionale în materie.
Pentru realizarea obiectivelor generale de informare, educație, divertisment, care reies din Legea nr. 41 din 17 iulie 1994 privind organizarea și funcționarea Societății Române de Radiodifuziune și Societății Române de Televiziune, serviciul public este obligat să prezinte, în mod obiectiv, imparțial, realitățile vieții social-politice și economice interne și internaționale, să asigure informarea corectă a cetățenilor asupra treburilor publice, să promoveze, cu competență și exigență, valorile limbii române, ale creației autentice culturale, științifice, naționale și universale, ale minorităților naționale, precum și valorile democratice, civice, morale și sportive, să militeze pentru unitatea națională și independența țării, pentru cultivarea demnității umane, a adevărului și justiției.
Autonomia și independența editorială a serviciului public de radiodifuziune este garantată prin lege, iar programele sale sunt ocrotite de orice ingerințe ale autorităților publice, precum și de influențele oricăror partide, formațiuni social-politice, sindicale, organisme comerciale și economice sau grupuri de presiune.
Nu constituie ingerințe aplicarea normelor obligatorii stabilite de Consiliul Național al Audiovizualului, în condițiile Legii audiovizualului - Legea nr. 504 / 2002.

## Formatul de canal
Termenul format a fost preluat de la englezi și semnifică maniera în care radioul își alege și asamblează conținutul, tocmai pentru a reuși să-și personalizeze canalul și a putea să atragă cât mai mulți ascultători. „Enunțul radiofonic se caracterizează prin continuitatea sa temporală. El se desfășoară însă și mai mult decât televiziunea ca un flux neîntrerupt, ce se structurează pe genuri și pe conținuturi în funcție de temporalitatea propusă (zilnică, săptămânală) a audiențelor sale. Programării îi revine rolul de a proceda la aranjamentele ce au ca scop provocarea întâlnirii dintre emisiuni și ascultători. Programele care rezultă de aici variază mult, bineînțeles, în funcție de tipurile de stații. Totuși este foarte rar ca ele să nu conțină, fie și în cea mai redusă formă, emisiuni de informații”.
Radio România Actualități se încadrează în formatul de știri și tocmai din această cauză are șanse mai mari să atragă un public și o audiență mai tânără, spre deosebire de formatul Talk (dezbatere). Vârsta auditoriului pornește de la 30 de ani și trece peste, cu emisiuni exclusiv pe unde medii. Se emit calupuri informaționale de câte 20 de minute, care desigur pot crește sau scădea în funcție de perioada zilei. Structura tipică este: Știri interne/internaționale; Locale/regionale; Știri sportive; Informații rutiere și Meteo. La începutul fiecărui grupaj informativ este transmisă cea mai importantă știre a orei respective, aceasta poate fi locală sau regională, însă în situații ieșite din comun apar știri naționale/internaționale. La posturile mari de radio de tip știri, lucrează, în orele de maximă audiență, peste 10 oameni, pe tură, fără reporteri. Jumătate dintre ei intră pe post. Prezentatorii sunt rotiți la fiecare 20 de minute, atunci când sunt prezentate știrile  pentru a da emisiunilor un efect sonor proaspăt și de maximă actualitate. Pe lângă cei care intră în direct mai sunt cei ale căror voci nu se aud pe post, redactori sportivi, reporteri, producători, meteorologi, cei care oferă informații din trafic etc. Mai apoi, știrile sunt urmate de comentarii, reportaje și rubrici care se difuzează ca elemente de program de sine stătător sau ca elemente introduse în jurnale. Rubricile cel mai des întâlnite sunt din domeniile economic, politic, sport, timp liber, sănătate, informații utile, fapt divers etc. Un element tipic pentru acest format sunt transmisiunile în direct de la evenimentele sportive pentru care postul de radio a obținut exclusivitate: fotbal, baschet, volei, hochei etc.

## Frecvențe
Unde medii - AM/MW:
- 531 kHz - Petroșani / Aninoasa (HD)
- 558 kHz - Târgu-Jiu (GJ)
- 567 kHz - Satu Mare (SM)
- 567 kHz - Brașov / Bod (BV)
- 603 kHz - Oradea / Rontău (BH)
- 603 kHz - Botoșani (BT)
- 711 kHz - Sighetu Marmației / Vadu Izei (MM)
- 720 kHz - Baia Mare (MM)
- 720 kHz - Sinaia (PH)
- 720 kHz - Nufăru (Delta Dunării) (TL)
- 756 kHz - Lugoj / Boldur (TM)
- 855 kHz - Tâncăbești (București) (IF)
- 909 kHz - Timișoara / Săcălaz (TM)
- 945 kHz - Miercurea-Ciuc (HR)
- 1152 kHz - Cluj-Napoca / Jucu (CJ)
- 1179 kHz - Reșița (CS)
- 1179 kHz - Bacău / Galbeni (BC)
- 1332 kHz - Galați / Barboși (GL)
- 1404 kHz - Sibiu (SB)
- 1422 kHz - Râmnicu-Vâlcea (VL)
- 1458 kHz - Constanța / Valu lui Traian (CT)
- 1530 kHz - Rădăuți (SV)
- 1593 kHz - Ion Corvin (CT)

Unde ultrascurte - FM:
- 87.7 MHz - Bicaz (NT)
- 88.1 MHz - Zalău / Meseș (SJ)
- 88.1 MHz - Petroșani / Parâng (HD)
- 88.5 MHz - Gheorgheni (HR)
- 88.7 MHz - Craiova / Șimnic (DJ)
- 88.8 MHz - Cluj-Napoca / Feleac (CJ)
- 89.4 MHz - Maramureș - Negrești-Oaș (SM)
- 89.5 MHz - Călărași (CL)
- 89.8 MHz - Făget / Coșevița (TM)
- 90.1 MHz - Zimnicea (TR)
- 90.2 MHz - Calafat / Plenița (DJ)
- 90.7 MHz - Pitești (AG)
- 91 MHz - Bihor / Vârful Curcubăta Mare (BH)
- 91.1 MHz - Oltenița / Hotarele (CL)
- 91.2 MHz - Maramureș - Văratec (MM)
- 91.4 MHz - Drobeta-Turnu-Severin / Balota (MH)
- 91.8 MHz - Alexandria (TR)
- 92.9 MHz - Novaci / Vârful Cerbu (GJ)
- 93.6 MHz - Târgu-Mureș / Platoul Cornești (MS)
- 96 MHz - Câmpulung Moldovenesc / Rarău (SV)
- 96.3 MHz - Slobozia (IL)
- 97.3 MHz - Băile Herculane (CS)
- 98.8 MHz - Bacău / Turn (BC)
- 99.1 MHz - Bechet / Dăbuleni (DJ)
- 99.4 MHz - Tulcea (TL)
- 99.6 MHz - Suceava / Mihoveni (SV)
- 100.5 MHz - Mahmudia (Delta Dunării) (TL)
- 100.7 MHz - Vatra Dornei / Dealul Diecilor (SV)
- 100.8 MHz - Botoșani / Săveni (BT)
- 100.9 MHz - Sulina (TL)
- 101 MHz - Toplița / Vârful Teasc (HR)
- 101.1 MHz - Iași / Pietrăria (IS)
- 101.4 MHz - Medgidia (CT)
- 101.4 MHz - Satu Mare (SM)
- 101.7 MHz - Huși (VS)
- 101.8 MHz - Sibiu / Păltiniș (SB)
- 102.2 MHz - Munții Bucegi / Vârful Coștila (PH)
- 102.5 MHz - Brașov / Tâmpa (BV)
- 102.5 MHz - Focșani / Măgura Odobești (VN)
- 102.5 MHz - Baia Mare / Vârful Mogoșa (MM)
- 102.5 MHz - Reșița / Semenic (CS)
- 102.7 MHz - Mangalia (CT)
- 102.7 MHz - Constanța (CT)
- 103.4 MHz - Deva / Măgura Boiului (HD)
- 103.4 MHz - Râmnicu-Vâlcea / Cozia (VL)
- 103.4 MHz - Gheorgheni / Harghita-Băi (HR)
- 103.6 MHz - Piatra-Neamț / Pietricica (NT)
- 103.7 MHz - Bran (BV)
- 103.8 MHz - Arad / Șiria (AR)
- 103.9 MHz - Bârlad / Popeni (VS)
- 103.9 MHz - Bistrița / Heniu (BN)
- 104.1 MHz - Orșova (MH)
- 104.1 MHz - Oradea (BH)
- 104.3 MHz - Alba Iulia (AB)
- 104.6 MHz - Giurgiu (GR)
- 104.7 MHz - Comănești / Lapoș (BC)
- 105 MHz - Tulcea / Topolog (TL)
- 105.1 MHz - Turnu Măgurele (TR)
- 105.1 MHz - Moldova Nouă (CS)
- 105.3 MHz - București / Herăstrău (B)
- 105.5 MHz - Constanța / Techirghiol (CT)
- 105.7 MHz - Roman (NT)
- 105.9 MHz - Slatina (OT)
- 106.1 MHz - Vaslui (VS)
- 106.2 MHz - Lehliu-Gară / Dragoș Vodă (CL)
- 106.2 MHz - Sighetu Marmației (MM)
- 106.4 MHz - Timișoara / Urseni (TM)
- 106.4 MHz - Galați - Brăila / Văcăreni (TL)
- 106.6 MHz - Băneasa / Dobrogea Sud (CT)
- 107 MHz - Buzău / Dealul Istrița (BZ)

DAB:
- București - canal 12A, frecvența 223,936 MHz, polarizare verticală. Închis pe 31 iulie 2020.

Ascultă direct pe telefon:
- +40 315 040 401 (tarif inclus în minutele naționale).

Online:
- http://www.romania-actualitati.ro/

## Audiența medie zilnică
Conform celui de-al doilea val de recensământ din 2023, Radio România Actualități se află pe locul 3 în audiența radio din România, cu 1,7 milioane de ascultători la nivel național, în spatele Radio ZU și Kiss FM. La nivel urban, Radio România Actualități se află pe locul 4, cu peste 1 milion de ascultători, în spatele Europa FM, Radio ZU și Kiss FM. Iar în București, Radio România Actualități se află pe locul 2, cu 170,000 de ascultători, în spatele Radio ZU.

## Organigramă RRA
Echipa Radio România Actualități este formată din: Dan Constantin Preda - Manager,  Nicu Popescu, Gabriel Ionescu - redactor-șef adjunct, plus reporterii, producătorii, moderatorii, prezentatorii și realizatorii de emisiuni.

## Premii/Distincții
Radio România Actualități a primit Marele Premiu pentru Radio la Premiile Clubului Român de Presă, ediția a IX-a, din 27 mai 2008, premiu câștigat de Mihaela Enache și Roxana Dumitrescu. Echipa care a realizat Radiojurnalul de la ora 7.00 a primit Premiului Clubului Român de Presă pentru emisiune de știri radio. Ordinul Ziariștilor, clasa I aur, a fost acordat de Uniunea Ziariștilor Profesioniști pentru contribuția adusă la dezvoltarea presei române și impunerea deontologiei în emisiunile radiofonice, cu ocazia aniversării a 80 de ani a postului Radio România.